# Symplocos arechea
Symplocos arechea là một loài thực vật có hoa trong họ Dung. Loài này được L'Hér. miêu tả khoa học đầu tiên năm 1791.